# Evangelizacija
Evangelizacijom se smatra naviještanje riječju i djelom poruke Isusa Hrista nehrišćanima, koja se naziva evanđelje ili radosna vijest, kao i stalno ponavljanje Hristove poruke spasenja u propovijedima, svjedočenjima, katehezi i liturgiji onima koji su već hrišćani. Evangelizacija je glavna hrišćanska misija i poslanje svih hrišćana.
Osim evangelizacije ljudi postoji i evangelizacija kulture. Ona se sastoji u kritičkom prožimanju misli i načina života ljudi, koje izlazi iz života po evanđelju. Evangelizacija se može sastojati iz naviještanja, tumačenja pisma i slavljenja bogoslužja, a može se dogoditi posredno, svjedočenjem po evanđelju izmijenjena životnog stila.

## Literatura
- Evangelizacija - don Ivica Matulić